# Ŭndžŏnggujŏk
Ŭndžŏnggujŏk (korejsky 은정구역) je jeden z městských obvodů Pchjongjangu, hlavního města Severní Korey. Leží severovýchodně od městského centra v těsném sousedství města Pchjongsong ležícího severně, hlavního města provincie Jižní Pchjongan. Na západě a jihu hraničí s obvodem Rjongsŏnggujŏk, na východě s obvodem Samsŏkgujŏk.
Městským obvodem Pchjongjangu je Ŭndžŏnggujŏk od roku 1966.
Přes Ŭndžŏnggujŏk prochází železniční trať Pchjongjang – Rason, na které je zde i stanice.